# إتيين لوكو غبودولي
إتيين لوكو غبودولي (مواليد 15 مايو 1954) هو ملاكم بنيني، مثّل بلاده في الألعاب الأولمبية الصيفية 1980.

## روابط خارجية
إتيين لوكو غبودولي على موقع اللجنة الأولمبية الدولية (الإنجليزية)
- إتيين لوكو غبودولي على موقع أوليمبيديا (الإنجليزية)